# الگوریتم کلین
الگوریتم کلین (به انگلیسی: CLEAN) الگوریتمی محاسباتی جهت انجام کانولوشن معکوس بر تصاویر ایجاد شده در رادیواخترشناسی است. این الگوریتم توسط Jan Högbom در سال ۱۹۷۴ میلادی منتشر شد و پس از آن زمان چندین تغییر در آن ایجاد شده است. این الگوریتم فرض می‌کند که تصویر از تعدادی منبع نقطه‌ای تشکیل شده است. این الگوریتم به‌طور تناوبی بالاترین مقدار در تصویر را پیدا می‌کند و تا زمانی که بیشترین مقدار از آستانه‌ای معین کوچکتر است، گین کمی از این منبع نقطه‌ای که کانولوشن شده با تابع انتشار نقطه‌ای (dirty beam) را کم می‌کند.